# Albert Joseph Pénot
Albert Joseph Pénot né le 28 février 1862 à Xermaménil (Meurthe-et-Moselle) et mort le 17 octobre 1930 à Paris (16e) (7 rue du Dôme) est un peintre français.

## Biographie
Il est le fils de Laurent Pénot (1813-1894), garçon de magasin, originaire de Bromeilles (45) et de Rosalie Grandjean, cuisinière, née en 1834 à Xermaménil (54). Ils se marient le 4 février 1860 à Paris. Ils auront 3 fils : Laurent en 1861 (menuisier) et Auguste en 1868 nés à Paris, seul Albert nait à Xermaménil, le village de ses grands-parents maternels.
Albert se marie le 17 mai 1892 avec Charlotte Ernestine Jeanne Nayem, fille d'un horloger. Ils auront 2 enfants Louise et André.
Albert Pénot est élève de Gabriel Ferrier à l'École des beaux-arts de Paris. Ses nus féminins aux lignes sensuelles sont mis en valeur par des atmosphères brumeuses et des zones de clair-obscur. Il est plus spécifiquement reconnu pour ses thèmes centrés sur le fantastique ou la sorcellerie. 
Pénot a également peint des scènes de genre historicistes dans le goût du XVIIIe siècle, ainsi que des saynètes anticléricales dans le sillage de Jehan Georges Vibert ou François Brunery.
Il a reçu les palmes de l'instruction publique le 6 février 1906 (Journal La Croix).
Membre de la Société des Artistes Français.
En 2018, son œuvre La Femme chauve-souris (localisation inconnue) a été vendue chez Sotheby's pour 137 500 £. 

Œuvres d'Albert Pénot
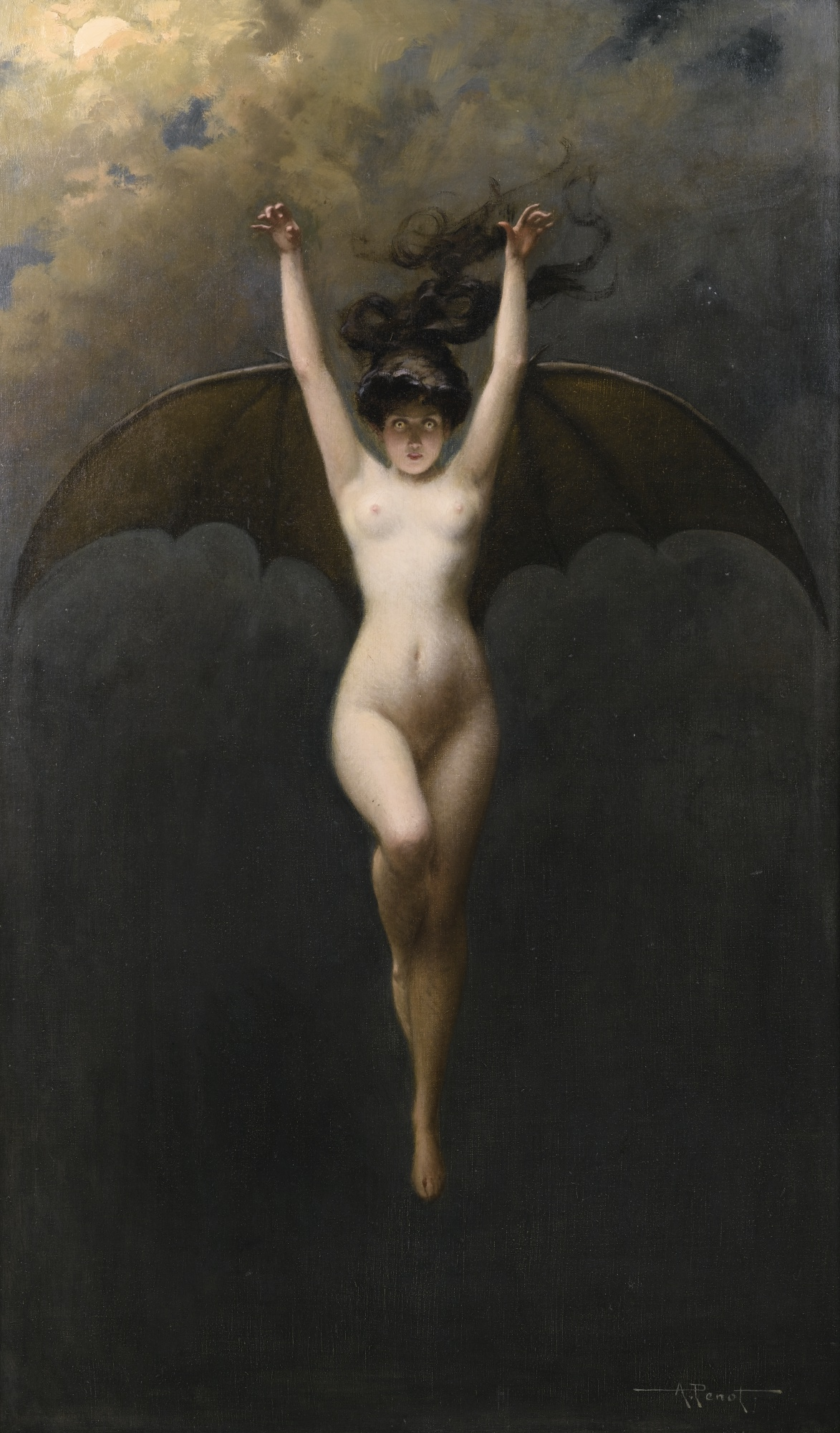
La Femme chauve-souris (vers 1890), localisation inconnue.
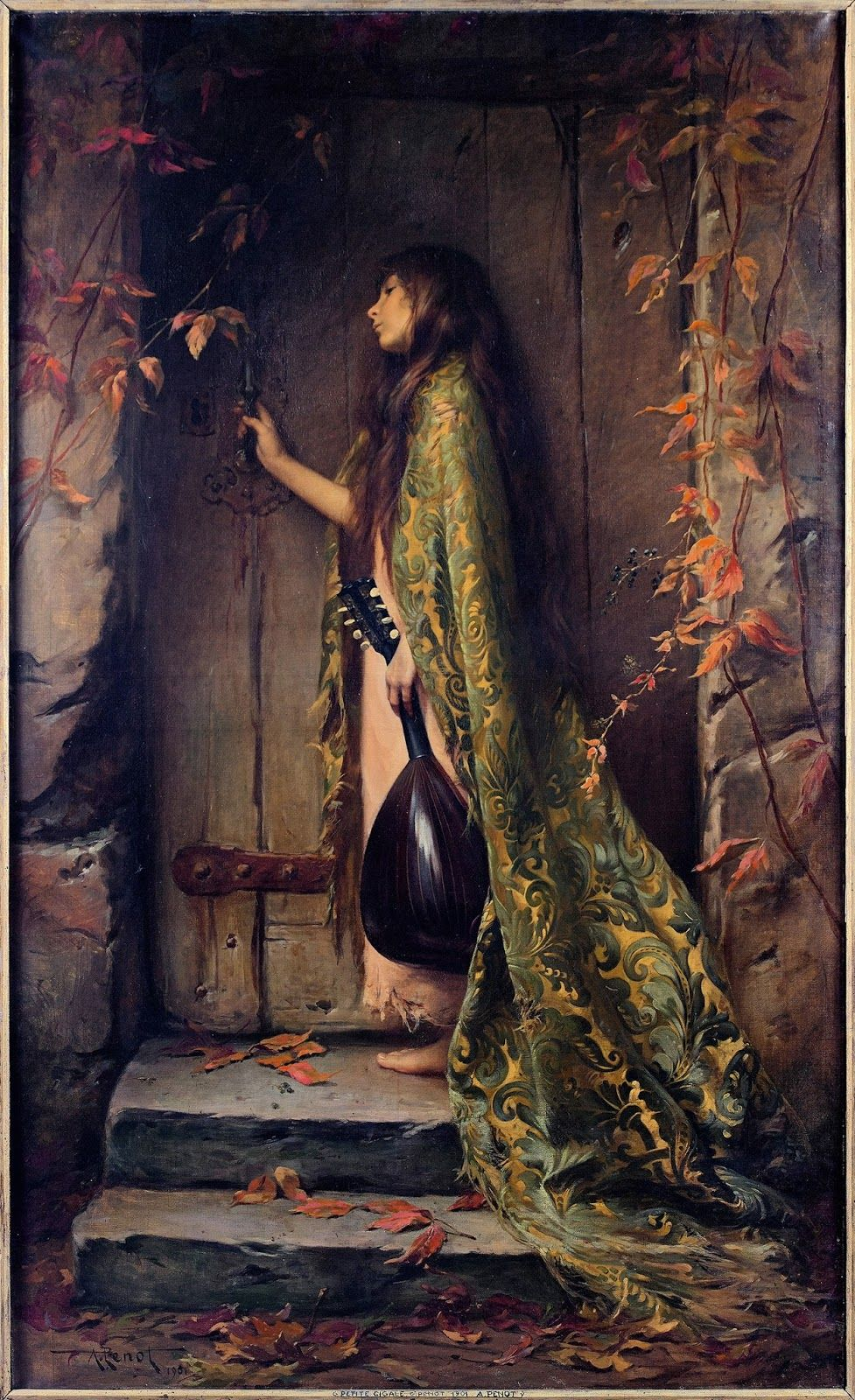
La Petite Cigale (1901), Museum No Hero, Delden (Pays-Bas).
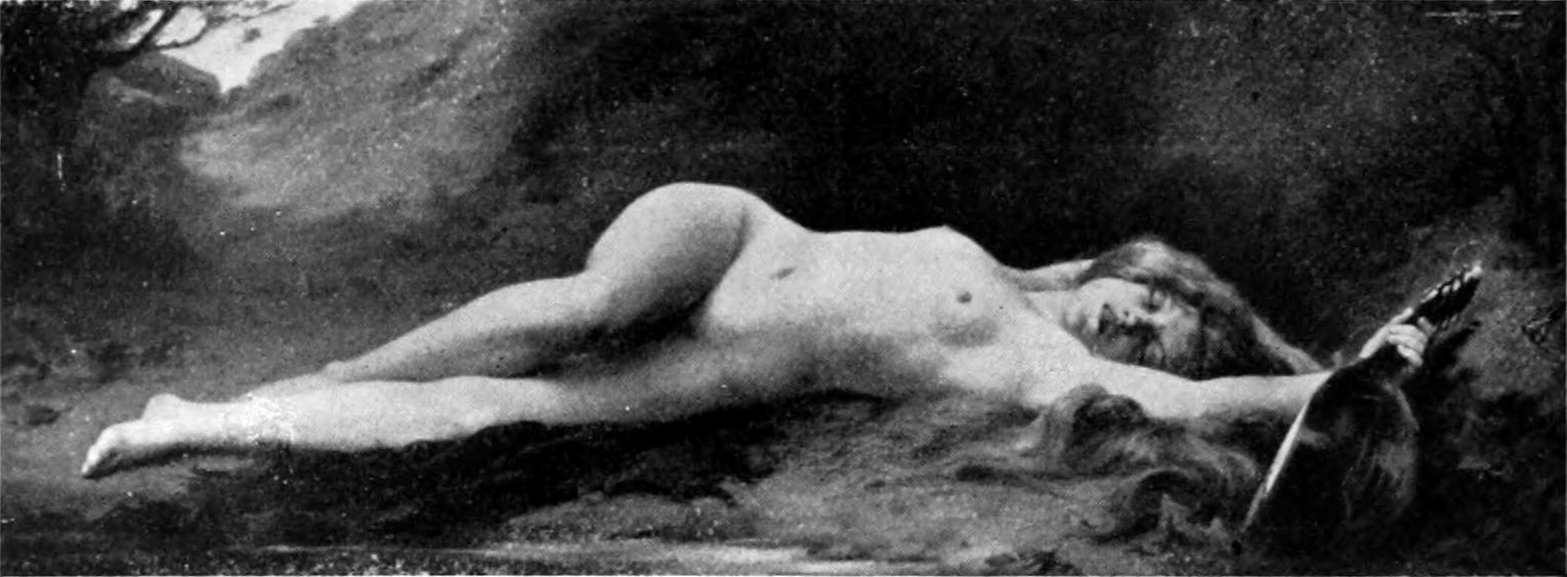
Automne (Salon de 1903), localisation inconnue.
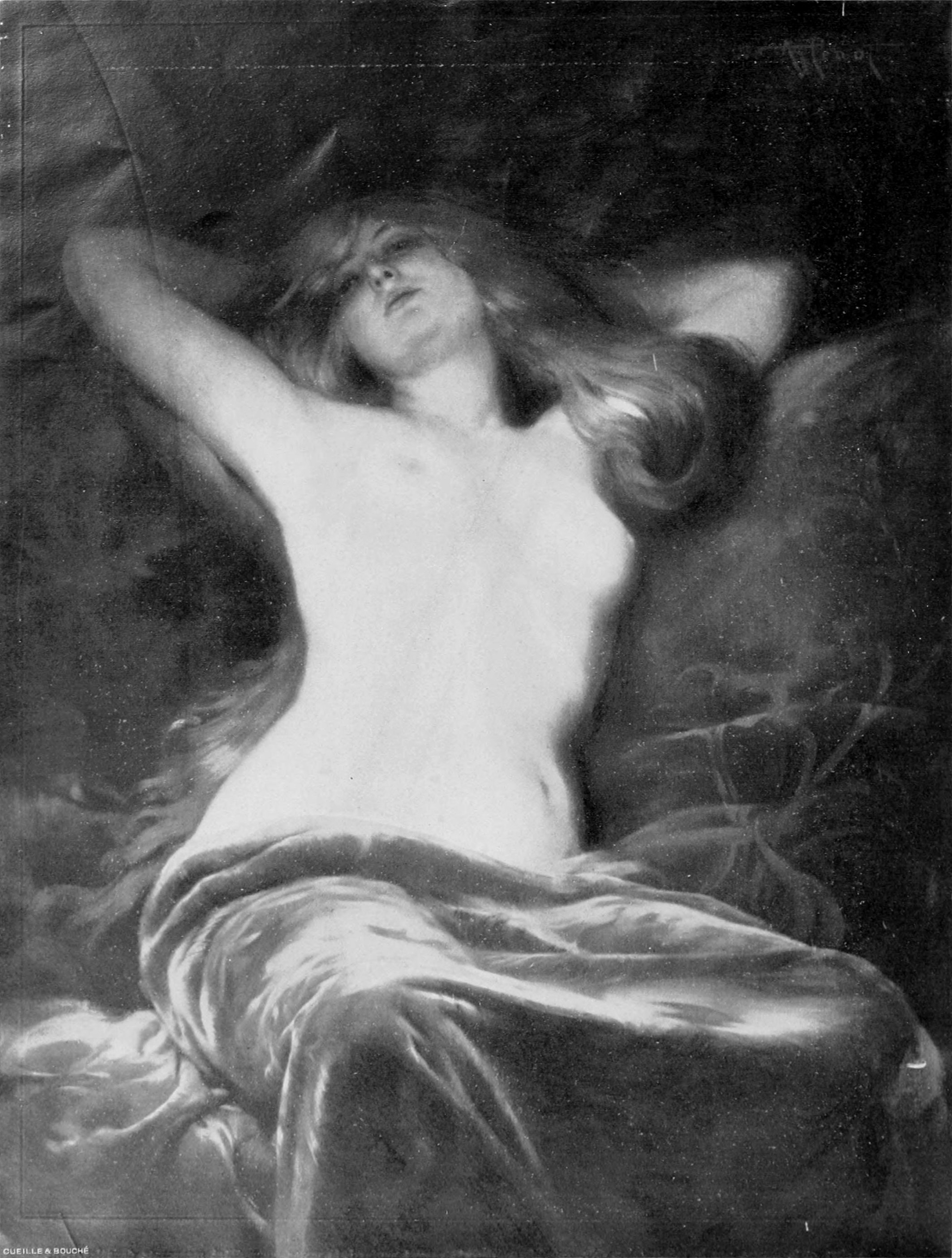
Abandon (Salon de 1905), localisation inconnue.
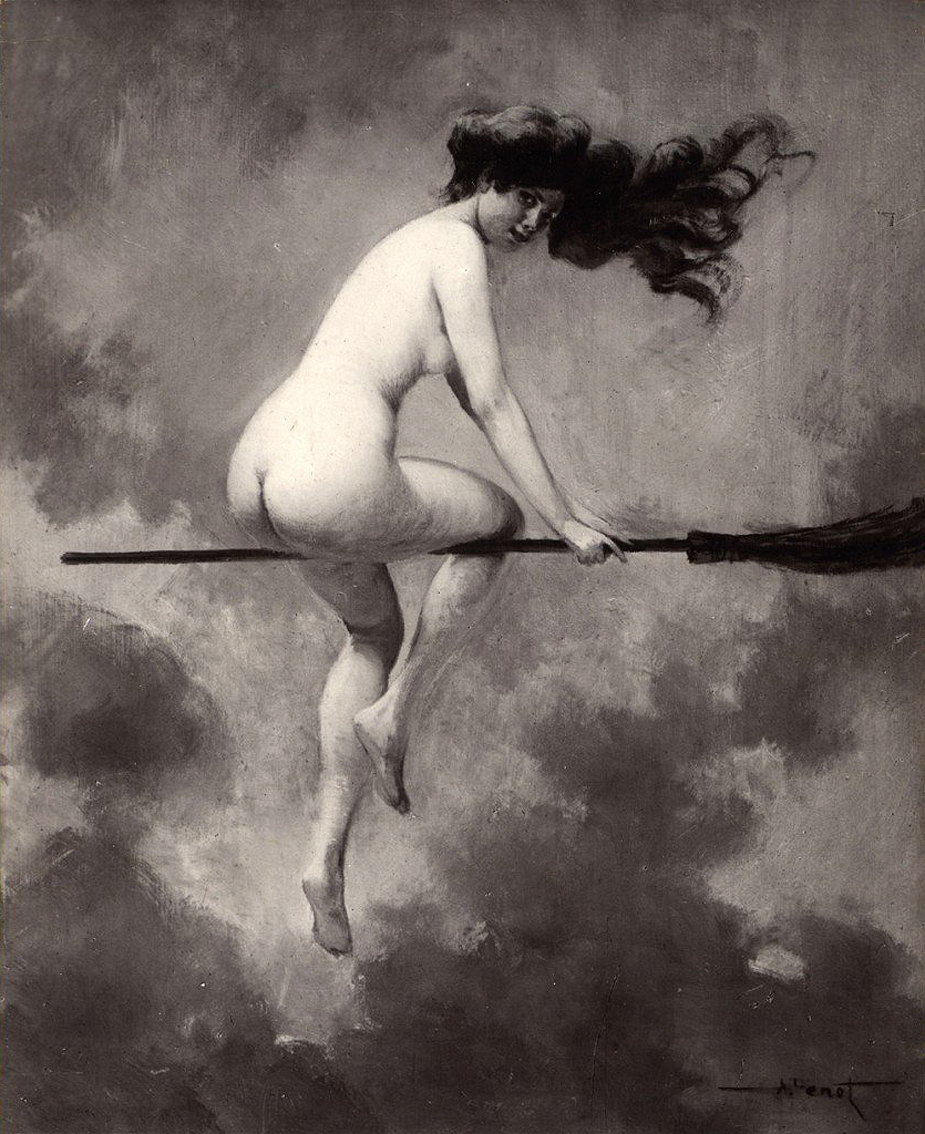
Départ pour le sabbat (1910), localisation inconnue.